# Zeria davidi
Zeria davidi är en spindeldjursart som först beskrevs av Schenkel 1932.  Zeria davidi ingår i släktet Zeria och familjen Solpugidae. Inga underarter finns listade i Catalogue of Life.